# Chrysops dixianus
Chrysops dixianus är en tvåvingeart som beskrevs av Pechuman 1974. Chrysops dixianus ingår i släktet Chrysops och familjen bromsar. Inga underarter finns listade i Catalogue of Life.